# Davy Pröpper
Davy Pröpper (Arnhem, 2 de setembro de 1991) é ex-um futebolista holandês que atuava como meio-campo. 

## Carreira
Davy Pröpper começou a carreira no SBV Vitesse.

## Vida pessoal
Davy é irmão dos também jogadores Robin Pröpper e Mike Pröpper.

## Títulos
- Eredivisie: 2015–16
- Supercopa dos Países Baixos: 2015, 2016, 2021